# Dies Domini
Dies Domini – list apostolski papieża Jana Pawła II z 31 maja 1998 o świętowaniu niedzieli jako Dnia Pańskiego.

## Treść dokumentu
Papież, odwołując się do starożytnej i wielowiekowej tradycji Kościoła i nauczania magisterium, jak i swoich własnych doświadczeń jako biskupa Krakowa i Rzymu, w dokumencie tym przypomniał doktrynę katolicką odnośnie do niedzieli jako szczególnego, cotygodniowego przypominania sobie o Paschalnym Misterium Chrystusa, które dokonało się w jego Męce i Zmartwychwstaniu. Dokument dzieli się na pięć rozdziałów poprzedzonych wstępem. Kolejne rozdziały dotyczą następujących aspektów niedzieli:
- Dies Domini − niedziela jako dzień Pański, dzień Boga, pamiątka ukończenia dzieła stworzenia w szóstym dniu i odpoczynku Bożego; papieska refleksja nad biblijnym szabatem i jego uświęceniem
- Dies Christi − niedziela jako dzień zwycięstwa Chrystusa nad grzechem i śmiercią w jego Zmartwychwstaniu; papieska refleksja nad niedzielą jako paschą tygodnia, pierwszym dniem tygodnia, dniem nowego stworzenia, ósmym dniem zapowiedzianym w wieczności, dniem Chrystusa-Światłości, dniem daru Ducha Świętego, dniem wiary manifestującej się w społeczności wierzących, dniem niezastąpionym
- Dies Ecclesiae − niedziela jako dzień Kościoła, dzień zgromadzenia eucharystycznego; kolejne podrozdziały dotyczą: mszy św. jako serca niedzieli, obecności Zmartwychwstałego, uczty Słowa Bożego i uczty Ciała Chrystusa, mszy św. jako misji, obowiązku świętowania niedzieli, liturgii wypełnionej śpiewem, świadomego i czynnego udziału w celebracji eucharystycznej, innych momentów chrześcijańskiej niedzieli, zgromadzeń niedzielnych bez udziału kapłana, transmisji radiowych i telewizyjnych niedzielnej mszy św.
- Dies hominis − niedziela jako dzień człowieczy; papież podkreślił w tym rozdziale, iż niedziela ma być dniem radości, odpoczynku i solidarności
- Dies dierum − niedziela jako „dzień dni”, jako dzień szczególny i zapowiedź objawiającego się sensu czasu, oczekiwanie wieczności; papież przypomniał nauczanie dotyczące Chrystusa jako Alfy i Omegi czasu oraz miejsca niedzieli w roku liturgicznym

W zakończeniu Jan Paweł II jeszcze raz zaapelował, by niedziela stała się oparciem dla chrześcijańskiego życia, dniem oddawania czci Bogu i ludzkiego odpoczynku, przypominaniu sobie o życiu wiecznym, które nadchodzi. Papież zawierzył napisany przez siebie list apostolski Matce Bożej.

## Cytowane pisma i dokumenty
W papieskim dokumencie znalazły się liczne odniesienia i cytaty zaczerpnięte z Pisma Świętego, zarówno ze Starego jak i Nowego Testamentu, pism Ojców Kościoła oraz konstytucji i dekretów Soboru watykańskiego II.
Wśród tekstów biblijnych Jan Paweł II zacytował lub wskazał jako miejsce odniesienia fragmenty: Księgi Rodzaju, Księgi Wyjścia, Księgi Powtórzonego Prawa, Księgi Psalmów, Księgi Proroka Amosa, Księgi Proroka Ozeasza, Księgi Proroka Jeremiasza, Księgi Proroka Izajasza, Ewangelii, Dziejów Apostolskich, Listu do Rzymian, 1. Listu do Koryntian, 2. Listu do Koryntian, Listu do Galatów, Listu do Efezjan, Listu do Filipian, Listu do Kolosan, 1. Listu do Tesaloniczan i Apokalipsy.
Cytowani Ojcowie Kościoła i ich dokumenty oraz inne starożytne teksty, do których odniósł się papież, to m.in.: Didache, List Barnaby, Ignacy Antiocheński (List do Kościoła w Magnezji), Pseudo Euzebiusz z Aleksandrii (Homilia), Hieronim ze Strydonu (W dzień Niedzieli Wielkanocnej), Grzegorz Wielki (List 13), Innocenty I (Ad Decentium), Bazyli Wielki (Homiliae in Hexameron, De Spiritu Sancto), Augustyn z Hippony (In Io. Ev. tractatus, Sermo 8 in octava Paschalis, Wyznania, In epistolam Ioannis ad Parthos), Tertulian (Apologeticum, De corona), Grzegorz z Nyssy (De castigatione), Justyn Męczennik (Dialog z Żydem Tryfonem, Apologia), Orygenes (Homilie o Psalmach, Contra Celsum), Maksym z Turynu (Kazanie), Euzebiusz z Cezarei (Komentarz do Psalmów, Vita Constantini), Klemens Aleksandryjski (Stromata), Atanazy z Aleksandrii (Epistulae heortasticae), Bardesanes (Dialog o przeznaczeniu), Cyprian z Kartaginy (De dominica oratione), Ambroży z Mediolanu (De Nabuthae), Jan Chryzostom (In Matthaeum homiliae), Paulin z Noli (List do Pammachiusza).
Wśród dokumentów kościelnych papież przywołał Kodeks prawa kanonicznego z 1983, Kodeks kanonów Kościołów wschodnich, Katechizm Kościoła Katolickiego, konstytucje i inne dokumenty soborowe (Dei verbum, Sacrosanctum concilium, Lumen gentium, Gaudium et spes, Christus Dominus) oraz swoje i poprzedników encykliki, listy i adhortacje: Christus Dominus z 1953, Sacram Communionem z 1957 Piusa XII, Mysterii paschalis z 1969 Pawła VI, Dominum et Vivificantem z 1986, Dominicae Cenae z 1980, Vicesimus quintus annus z 1988, Familiaris consortio z 1981, Christifideles laici z 1988, Tertio millennio adveniente z 1994 Jana Pawła II.
W ustępach dotyczących relacji do paschy żydowskiej wspomniane zostały żydowskie teksty: Genesis Rabba oraz Leka dódi i ich opracowania w redakcjach J. Neusnera i A. Toaffa.